# Roberto Traversini
Roberto Traversini (Cantiano, 3 gennaio 1963) è un politico lussemburghese membro del partito dei Verdi (Déi Gréng).

## Biografia
Roberto Traversini nasce  a Cantiano in provincia di Pesaro e Urbino nelle Marche. In seguito, la sua famiglia emigra in Lussemburgo dove inizia la sua carriera lavorativa.
Alle elezioni comunali del 9 ottobre 2005 Traversini è entrato a far parte del consiglio comunale della città di Differdange. Un anno dopo diviene sindaco. Nel gennaio 2014 succede a Claude Meisch come sindaco in ragione della sua nomina al governo.
Dopo le elezioni legislative del 20 ottobre 2013, Traversini diventa membro della Camera, sostituiendo Félix Braz e diventando il primo parlamentare nato all'estero da genitori non lussemburghesi. È in particolare vicepresidente della commissione per le petizioni della Camera.
Nel 2019 rimane coinvolto in uno scandalo che denuncia il lavoro di sviluppo svolto senza previa autorizzazione del Ministero dell'ambiente, del clima e dello sviluppo sostenibile su una casa e una casetta da giardino a Niederkorn. I partiti politici (Déi Lénk, Partito Operaio Socialista Lussemburghese e Partito Democratico) credono che Traversini abbia perso tutta la credibilità e che debba rinunciare ai suoi mandati politici. L'LSAP vuole essere più cauto e chiede che la vicenda venga chiarita. Una settimana dopo, durante un incontro presso il consiglio comunale, François Meisch (DP) lancia nuove gravi accuse contro il sindaco. Risponde alle accuse ammettendo i suoi errori e scusandosi. Il 20 settembre rinuncia al suo incarico di sindaco e lo stesso giorno la procura di Lussemburgo riprende il "caso" avviando un'indagine presso il CIGL e l'amministrazione comunale.
Il 2 ottobre 2019, due settimane dopo aver lasciato l'incarico di sindaco della città di Differdange, annuncia che sta per lasciare il suo mandato, con effetto dal 6 ottobre, alla Camera dei deputati in una lettera di dimissioni inviata al Parlamento e alla stampa.

## Ideologia
Le tematiche di cui si occupa principalmente sono l'ambiente, la gioventù e l'edilizia abitativa e già prima di entrare in politica ha co-fondato il Centro di Iniziativa e Gestione Locale (CIGL) di Differdange, di cui è presidente, il Jugendtreff SABA Déifferdeng e l'Entente des gestionnaires des maison des jeunes.